# Sambuk
Sambuk (končno iz srednjeperzijščine sanbūk), znan v novi perzijščini kot sunbūk (سنبوک), v turščini kot zambuk in v arabščini kot sanbūk (سنبوك), sanbūq (سنبوق) in sunbūq (صنبوق), je vrsta dhova, tradicionalne lesene jadrnice. Ima značilno obliko kobilice z ostro krivuljo tik pod vrhom premca. Nekdanji sambuki so imeli okrašene rezbarije.

## Zgodovina
Natančen izvor dhova je zgodovina izgubila. Večina učenjakov meni, da izvira iz Indije od leta 600 pred našim štetjem do 600 našega štetja, čeprav nekateri trdijo, da sambuk morda izhaja iz portugalske karavele. Vendar so se portugalske karavele na tem območju pojavile šele v poznem 15. stoletju.
Sambuke različnih velikosti so uporabljali ob obalah Perzijskega zaliva in južnega Arabskega polotoka. Ta vrsta čolna je bila razširjena v južni Arabiji, v krajih, kot sta Saham in Sur v Omanu, kjer so ga prej uporabljali pri nabiranju biserov in ribolovu, pa tudi na jemenski obali Rdečega morja. Sambuk je največja vrsta dhova, ki so jo danes videli v Perzijskem zalivu.
Običajno je imel sambuk en ali dva jambora z latenskimi jadri, vendar je dandanes večina motoriziranih. Bil je eden najuspešnejših dhovov v zgodovini.